# 陸戰隊隊歌
陸戰隊隊歌是中華民國海軍陸戰隊的正式軍歌。由桂永清上将作詞，张锦鸿教授作曲。

## 歌詞
| “ | 為海軍收戰果，為陸軍作先鋒 空中炸彈，艦上砲聲，轟隆隆隆隆 水上策飛馬，灘頭建奇功，男兒到此最豪雄 高揚青天白日滿地紅，四海起雄風 | ” |

## 歌詞爭議
由於陸戰隊隊歌中的歌詞使用了『男兒到此最豪雄』，卻並未提及女性，有重男輕女忽視女性之嫌，時任中華民國總統馬英九曾為此於2010年建議更改陸戰隊歌之歌詞，以落實兩性平權的政策。